# Egész évben farsang
Az Egész évben farsang (eredeti cím: Holiday Inn) egy 1942-es amerikai zenés vígjáték Mark Sandrich rendezésében. A film főszerepeit Bing Crosby és Fred Astaire játsszák.

## Cselekmény
Jim énekel, Ted táncol és rendszeresen elcsábítja harmadik partnerüket, most éppen Jim feleségét. Az asszony mégis inkább egy milliomossal szökik meg. Jim visszavonul, de farmján létrehoz egy mulatót, mely csak az év jelentős ünnepnapjain szórakoztatja a vendégeket. Szerződtet egy tehetséges, karrierre vágyó lányt, ám váratlanul megjelenik a nagy rivális, Ted, az ellenállhatatlan, géppuskalábú amorozó, aki még részegen is felülmúlhatatlan teljesítményre képes.

## Szereplők
- Bing Crosby – Jim Hardy
- Fred Astaire – Ted Hanover
- Marjorie Reynolds – Linda Mason
- Walter Abel – Danny Reed
- Virginia Dale – Lila Dixon
- Louise Beavers – Mamie
- Irving Bacon – Gus
- Leon Belasco – a virágüzlet tulajdonosa
- Marek Windheim – François
- James Bell – Dunbar
- John Gallaudet – Parker
- Shelby Bacon – Vanderbilt
- Joan Arnold – Daphne
- Harry Barris – zenész
- Noel Neill – táncos